# The Halcyon Days Tour
The Halcyon Days Tour è il secondo tour della cantante britannica Ellie Goulding, a supporto dell'album Halcyon (2012).
È iniziato a Bristol il 7 dicembre 2012 e si è concluso a Hong Kong il 12 agosto 2014.

## Scaletta
1. Don't Say a Word
2. Halcyon
3. Figure 8
4. Hanging On
5. Salt Skin
6. My Blood
7. Joy
8. Explosions
9. Guns and Horses (versione acustica)
10. I Know You Care
11. Only You
12. Under the Sheets
13. Anything Could Happen
14. Without Your Love
15. Animals
16. Lights
17. Your Song
18. Starry Eyed

## Date
| Data             | Città             | Paese       | Luogo                      |
| ---------------- | ----------------- | ----------- | -------------------------- |
| Europa           |                   |             |                            |
| 7 dicembre 2012  | Bristol           | Regno Unito | O2 Academy Bristol         |
| 8 dicembre 2012  | Liverpool         | Regno Unito | O2 Academy Liverpool       |
| 11 dicembre 2012 | Nottingham        | Regno Unito | Rock City                  |
| 12 dicembre 2012 | Londra            | Regno Unito | Brixton Academy            |
| 13 dicembre 2012 | Glasgow           | Regno Unito | O2 Academy Glasgow         |
| 15 dicembre 2012 | Leeds             | Regno Unito | O2 Academy Leeds           |
| 16 dicembre 2012 | Birmingham        | Regno Unito | O2 Academy Birmingham      |
| 17 dicembre 2012 | Manchester        | Regno Unito | Manchester Academy         |
| 18 dicembre 2012 | Southampton       | Regno Unito | Southampton Guildhall      |
| Nord America     |                   |             |                            |
| 16 gennaio 2013  | Miami Beach       | Stati Uniti | The Fillmore Miami Beach   |
| 17 gennaio 2013  | Hollywood         | Stati Uniti | Hard Rock Live             |
| 18 gennaio 2013  | Atlanta           | Stati Uniti | The Tabernacle             |
| 20 gennaio 2013  | Silver Spring     | Stati Uniti | The Fillmore Silver Spring |
| 21 gennaio 2013  | New York          | Stati Uniti | Terminal 5                 |
| 22 gennaio 2013  | New York          | Stati Uniti | Terminal 5                 |
| 23 gennaio 2013  | Boston            | Stati Uniti | House of Blues             |
| 25 gennaio 2013  | Filadelfia        | Stati Uniti | Electric Factory           |
| 26 gennaio 2013  | Montréal          | Canada      | Métropolis                 |
| 28 gennaio 2013  | Royal Oak         | Stati Uniti | Royal Oak Music Theatre    |
| 29 gennaio 2013  | Chicago           | Stati Uniti | Aragon Ballroom            |
| 30 gennaio 2013  | St. Louis         | Stati Uniti | The Pageant                |
| 1º febbraio 2013 | Denver            | Stati Uniti | Ogden Theater              |
| 2 febbraio 2013  | Salt Lake City    | Stati Uniti | The Depot                  |
| 4 febbraio 2013  | Seattle           | Stati Uniti | Showbox SoDo               |
| 5 febbraio 2013  | Vancouver         | Canada      | Commodore Ballroom         |
| 6 febbraio 2013  | Portland          | Stati Uniti | Crystal Ballroom           |
| 8 febbraio 2013  | Oakland           | Stati Uniti | Fox Oakland Theatre        |
| 9 febbraio 2013  | Los Angeles       | Stati Uniti | The Wiltern                |
| 12 febbraio 2013 | Los Angeles       | Stati Uniti | Hollywood Palladium        |
| Asia             |                   |             |                            |
| 26 febbraio 2013 | Singapore         | Singapore   | Esplanade Concert Hall     |
| Europa           |                   |             |                            |
| 6 aprile 2013    | Belfast           | Regno Unito | Waterfront Hall            |
| 7 aprile 2013    | Dublino           | Irlanda     | Olympia Theatre            |
| 9 aprile 2013    | Amsterdam         | Paesi Bassi | Paradiso                   |
| 10 aprile 2013   | Copenaghen        | Danimarca   | Vega Main Hall             |
| 12 aprile 2013   | Oslo              | Norvegia    | Rockefeller Music Hall     |
| 13 aprile 2013   | Stoccolma         | Svezia      | Strand                     |
| 15 aprile 2013   | Helsinki          | Finlandia   | Tavastia Club              |
| 16 aprile 2013   | Tallinn           | Estonia     | Rock Cafe                  |
| 17 aprile 2013   | Riga              | Lettonia    | Palladium Riga             |
| 18 aprile 2013   | Vilnius           | Lituania    | Loftas                     |
| 20 aprile 2013   | Varsavia          | Polonia     | Stodoła                    |
| 21 aprile 2013   | Praga             | Rep. Ceca   | SaSaZu                     |
| 23 aprile 2013   | Bratislava        | Slovacchia  | Ateliér Babylon            |
| 24 aprile 2013   | Milano            | Italia      | Magazzini Generali         |
| 25 aprile 2013   | Vienna            | Austria     | WUK                        |
| 27 aprile 2013   | Berlino           | Germania    | Postbahnhof                |
| 28 aprile 2013   | Monaco di Baviera | Germania    | Theatrefabrik              |
| 29 aprile 2013   | Colonia           | Germania    | Essigfabrik                |
| 1º maggio 2013   | Bruxelles         | Belgio      | Ancienne Belgique          |
| 2 maggio 2013    | Parigi            | Francia     | Le Bataclan                |
| 3 maggio 2013    | Lussemburgo       | Lussemburgo | Den Atelier                |
| 4 maggio 2013    | Zurigo            | Svizzera    | Härterei Club              |
| 3 ottobre 2013   | Sheffield         | Regno Unito | O2 Academy                 |
| 4 ottobre 2013   | York              | Regno Unito | York Barbican              |
| 5 ottobre 2013   | Wolverhampton     | Regno Unito | Wolverhampton Civic Hall   |
| 7 ottobre 2013   | Newcastle         | Regno Unito | O2 Academy                 |
| 8 ottobre 2013   | Edimburgo         | Regno Unito | Usher Hall                 |
| 10 ottobre 2013  | Cardiff           | Regno Unito | Cardiff University         |
| 11 ottobre 2013  | Manchester        | Regno Unito | O2 Apollo                  |
| 12 ottobre 2013  | Southampton       | Regno Unito | Southampton Guildhall      |
| 16 ottobre 2013  | Londra            | Regno Unito | Hammersmith Apollo         |
| 18 ottobre 2013  | Manchester        | Regno Unito | O2 Apollo                  |
| 5 marzo 2014     | Nottingham        | Regno Unito | Capital FM Arena           |
| 8 marzo 2014     | Liverpool         | Regno Unito | Echo Arena                 |
| 9 marzo 2014     | Londra            | Regno Unito | The O2 Arena               |
| Asia             |                   |             |                            |
| 12 agosto 2014   | Hong Kong         | Hong Kong   | Star Hall                  |